# Гурби (заповідне урочище)
Гурби́ — заповідне урочище (лісове) місцевого значення в Україні. Розташоване в межах Здолбунівського району Рівненської області, на південний захід від села Мости. 
Площа 196 га. Статус надано 1977 року. Перебуває у віданні ДП «Острозький лісгосп» (Мостівське л-во, кв. 58, 59). 
Статус надано з метою збереження частини лісового масиву з дубовими насадженнями. Зростають рідкісні та лікарські рослини. 
Урочище «Гурби» входить до складу Дермансько-Острозького національного природного парку.

## Історія
Урочище Гурби стало місцем найбільшої битви Україської повстанської армії. У квітні 1944 року 5 тисяч українських повстанців прийняли бій проти 15-тисячного угруповання НКВС, що було підкріплене танками та авіацією. За офіційними даними, втрати УПА склали близько 400 бійців, тоді як радянські джерела зазначають про 300 полонених, серед яких переважали цивільні.

Особливістю цієї битви стало використання повстанцями криївок, таємних схованок, вбудованих у лісовий масив. 2011 року у цьому місці було відкрито музей-криївку, що показує інженерну досконалість цих споруд. У криївці міг розміщуватися цілий штаб із системою вентиляції та запасами провізії.